# Herbert Podolske
Herbert „Podolle“ Podolske (* 20. Juli 1919 in Kiel; † 28. April 2003) war ein deutscher Handballspieler.

## Karriere
Herbert Podolske begann 1927 bei der FT Adler Kiel mit dem Feldhandball. Später wechselte er zum THW Kiel, mit dem der Läufer 1948 und 1950 deutscher Meister im Feldhandball wurde. Podolske gehörte gemeinsam mit seinen Mannschaftskameraden Hein Dahlinger und Heinz-Georg Sievers zur Auswahl des Deutschen Handballbundes, die 1952 in der Schweiz Feldhandball-Weltmeister wurde. 1954 wurde er mit der deutschen Nationalmannschaft Vizeweltmeister in der Halle. Nach seiner aktiven Zeit wurde er Trainer bei der FT Adler.
Für seine sportlichen Erfolge wurde Herbert Podolske mit dem Silbernen Lorbeerblatt geehrt.